# Palbociclib
Palbociclib ist ein Arzneistoff zur Behandlung bestimmter Formen des Brustkrebses. Er ist der erste Vertreter der neuen Wirkstoffklasse der Cyclin-abhängige Kinase-Inhibitoren und ist bei peroraler Gabe wirksam.

## Wirkungsmechanismus
Palbociclib bewirkt durch die Hemmung der cyclin-abhängigen Kinasen CDK4 und CDK6 eine verringerte Zellproliferation während des Übergangs von Phase G1 zu S des Zellzyklus.

## Pharmakokinetik
Nach oraler Gabe treten maximale Plasmakonzentrationen nach 6 bis 12 Stunden auf. Die absolute Bioverfügbarkeit nach oraler Gabe liegt bei durchschnittlich 46 %. Palbociclib wird größtenteils (etwa 85 % in-vitro) an Plasmaproteine gebunden. Die Ausscheidung erfolgt über die Faeces (durchschnittlich 74 %) und über den Urin (durchschnittlich 17 %).
Die mittlere Eliminationshalbwertszeit beträgt circa 28,8 Stunden.

## Anwendungsgebiete
Palbociclib ist in den USA (beschleunigtes Break Through Therapy-Verfahren) und der EU als Ibrance für die Behandlung des HR-positiven, HER2-negativen, lokal fortgeschrittenen oder metastasierten Brustkrebses zugelassen. Es muss dabei mit Aromatase-Hemmern oder Fulvestrant, die als Hormontherapie zur Krebsbehandlung verwendet werden, kombiniert werden.

## Nebenwirkungen
Als häufigste Nebenwirkungen wurden Infektionen, Verringerung der Anzahl weißer und roter Blutkörperchen sowie der Blutplättchen, Müdigkeit, Appetitverlust, Entzündungen im Mund und an den Lippen, Übelkeit, Erbrechen, Durchfall, Hautausschlag und Haarausfall beobachtet.

## Präparatenamen
Pfizer: Ibrance (EU, USA, CA)